# Yasukata Oku
Contele Yasukata Oku (奥 保鞏 Oku Yasukata?, n. 5 ianuarie 1847, Kokura⁠(d), Prefectura Fukuoka, Japonia – d. 19 iulie 1930, Tokyo⁠(d), Tōkyō, Japonia) a fost un feldmareșal japonez și o personalitate marcantă a perioadei de început a Armatei Imperiale Japoneze.

## Biografie

### Tinerețea
Născut în Kokura (în prezent Kitakyūshū) într-o familie de samurai din domeniul Kokura, aflat în provincia Buzen, Oku s-a alăturat forțelor militare ale domeniului Chōshū din vecinătate în lupta lor pentru răsturnarea Shogunatului Tokugawa și pentru Restaurația Meiji în timpul Războiului Boshin.

### Cariera militară
Oku a devenit ofițer al noii Armate Imperiale Japoneze și a luptat împotriva samurailor răzvrătiți în cursul Rebeliunii Saga din 1871. A fost ulterior un supraviețuitor al Expediției în Taiwan din 1874. În timpul Rebeliunii Satsuma, el a apărat Castelul Kumamoto în timpul asediului în calitate de comandant al Regimentului 13 Infanterie.
În timpul Primului Război Sino-Japonez (1894-1895) Oku i-a succedat generalului Nozu Michitsura în funcția de comandant al Diviziei a V-a a Armatei I Japoneze. Ulterior, el a ocupat succesiv funcțiile de comandant al Gărzii Imperiale și de guvernator militar al orașului Tokyo. Oku a fost ridicat la rangul nobiliar de danshaku (baron) în cadrul sistemului nobiliar kazoku în 1895 și a fost promovat la gradul de general de armată în 1903. 
În timpul Războiului Ruso-Japonez Oku a îndeplinit funcția de general comandant al Armatei a II-a și s-a remarcat în bătăliile de la Nanshan, Shaho și Mukden, precum și în alte campanii.
Generalul Oku a fost decorat cu Ordinul Zmeul de Aur (clasa I) în 1906 și a fost ridicat de la rangul nobiliar de baron la cel de hakushaku (conte) în 1907. În 1911 a fost înaintat la gradul în mare parte onorific de feldmareșal.
Oku a refuzat să participe la ședințele de strategie ale Marelui Stat Major și și-a câștigat, prin urmare, reputația de a fi atât un „lup singuratic”, cât și un tactician genial capabil să acționeze independent. Cu toate acestea, reticența lui Oku de a participa la ședințele de stat major s-a datorat surzeniei sale parțiale și incapacității de a înțelege și de a participa la discuții.

### Viața postbelică
Oku nu a manifestat niciun interes față de viața politică și a trăit după război într-o izolare aproape totală. Când a murit în 1930, mulți oameni au fost uimiți de această veste, deoarece credeau că el murise cu mai mulți ani înainte.

## Legături externe
- National Diet Library. „Oku Yasukata”. Portraits of Modern Historical Figures.